# Falsistrellus tasmaniensis
Falsistrellus tasmaniensis is een vleermuis uit het geslacht Falsistrellus die voorkomt in Zuidoost-Australië, van het uiterste zuidoosten van Zuid-Australië door Zuid-Victoria en Oost-New South Wales tot het uiterste zuidoosten van Queensland, en ook op Tasmanië. Het dier komt voor in hoge bossen. Het dier slaapt in groepen van één geslacht in boomholtes of soms in grotten. In december wordt een enkel jong geboren.
Het is een grote gladneus met een roodbruine rugvacht en iets lichtere buikvacht. De oren zijn lang en smal. Er is een minieme tweede bovensnijtand (I2) aanwezig. Tussen deze tand en de bovenhoektand (C1) zit een gat. De kop-romplengte bedraagt 55 tot 70 mm, de staartlengte 40 tot 51 mm, de voorarmlengte 48 tot 54 mm, de oorlengte 14 tot 19 mm en het gewicht 14 tot 26 g.